# Удръф (окръг, Арканзас)
Окръг Удръф (на английски: Woodruff County) е окръг в щата Арканзас, Съединени американски щати. Площта му е 1538 km², а населението – 7260 души (2010). Административен център е град Огъста.